# Nova

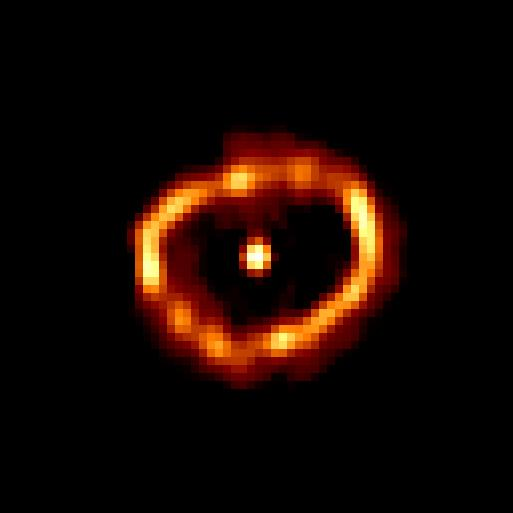
Nell'immagine Nova Cygni 1992

In astronomia, una nova (al plurale novae o nove) è un'enorme esplosione nucleare causata dall'accumulo di idrogeno sulla superficie di una nana bianca, che fa sì che la stella diventi molto più luminosa del solito. La parola nova può indicare sia la causa del fenomeno sia la stella stessa al momento dell'esplosione. Un particolare tipo di nova è costituito dalle novoidi, caratterizzate da un cambiamento non periodico ma rilevante della luminosità.
Originariamente, il termine stella nova fu coniato per quelle stelle che apparivano improvvisamente nel cielo per poi scomparire. Si è poi visto che la maggior parte di esse sono causate dal meccanismo fisico poi chiamato nova. Alcune sono invece supernovae, un fenomeno completamente diverso.

## Il fenomeno

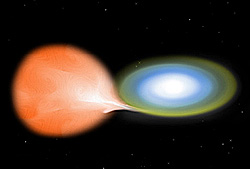
Rappresentazione artistica di una nana bianca che sottrae materiale a una sua compagna

Una nova ha origine da una nana bianca. Quando questa si trova in un sistema binario stretto, può sottrarre materia alla sua compagna per mezzo della propria gravità, specialmente quando la compagna attraversa la fase di gigante rossa e riempie il suo lobo di Roche. I gas catturati consistono principalmente di idrogeno ed elio, i due elementi più abbondanti dell'Universo. I gas si depositano sulla superficie della nana bianca e lì vengono compressi e riscaldati ad altissime temperature dalla gravità della stella. Col passare del tempo, sempre più materiale si accumula finché la pressione e la temperatura raggiunte sono sufficienti ad innescare una reazione di fusione nucleare, che converte rapidamente una grossa parte dell'idrogeno in elementi più pesanti; a queste temperature, l'idrogeno brucia attraverso il ciclo CNO.
L'enorme energia liberata da questo processo soffia letteralmente via il resto del gas dalla superficie della nana bianca, e produce un "lampo" molto luminoso ma di breve durata, destinato a spegnersi in pochi giorni. Questo lampo era ciò che gli antichi astronomi chiamavano stelle nuove.
Studi effettuati con il telescopio Fermi hanno evidenziato che le nove possono emettere raggi gamma
Le novae sono distinte in: classiche, nane e ricorrenti
Nelle novae classiche il massimo della luminosità viene raggiunto in poche ore durante le quali la nova aumenta di circa 12 magnitudini. Nel giro di qualche giorno la magnitudine comincia a calare fino a tornare alle condizioni originali in un anno. Le nove classiche sono suddivise , sulla base della loro velocità nel diminuire la luminosità dopo aver raggiunto il picco, in:
- nova veloce (in inglese fast nova), sigla NA

- nova lenta (in inglese slow nova), sigla NB

- nova molto lenta (in inglese very slow nova), sigla NC

Le novae nane sono una sottoclasse il cui prototipo è rappresentato da U Geminorum. I lampi ottici hanno ampiezze di 5 magnitudini e si ripetono a intervalli di tempo che vanno da 120 giorni a qualche anno.
Le novae ricorrenti rappresentano una via di mezzo tra le prime due: infatti, come dice il nome, si manifestano più volte, con la differenza rispetto a quelle nane, che l'arco di tempo tra un evento e il successivo è di qualche decina di anni; inoltre il lampo di luce è di circa otto magnitudini. Un esempio, è RS Ophiuchi è una stella che ha attraversato la fase di nova nove volte nell'ultimo centinaio d'anni: nel 1898, 1907, 1933, 1945, 1958, 1967, 1985 e 2006, 2021. Gli astronomi sospettano che in realtà tutte le nove siano ricorrenti con periodi tanto più ampi quanto più è alto il salto di magnitudine durante l'esplosione.

## Differenza tra nova e supernova
Spesso il fenomeno nova viene confuso col fenomeno supernova. Visualmente, ad occhio nudo, la differenza tra una nova e una supernova si esprime nella durata della visibilità, generalmente solo pochi giorni per una nova, di qualche mese/anno, anche oltre sei anni, per una supernova. 
La nova è un fenomeno che implica l'espulsione sotto forma di esplosione (outburst in inglese) dello strato superficiale di una stella a seguito di reazioni termonucleari che avvengono sulla sua superficie come conseguenza della caduta di idrogeno proveniente da un disco di accrescimento alimentato da gas strappato ad un'altra stella, in genere una gigante (ma non necessariamente), con cui la nana bianca costituisce un sistema binario: dopo l'espulsione la stella continua a sussistere e può dare origine ad altre esplosioni appena il disco sarà stato rialimentato di gas preso dalla stella secondaria. In una supernova invece si ha l'esplosione di una stella a seguito di reazioni termonucleari che avvengono nel suo interno: dopo l'esplosione si forma, oltre che una nebulosa chiamata resto di supernova (da non confondere con resto di nova), o una stella di neutroni o un buco nero di taglia stellare. La formazione di uno di questi due tipi di oggetti dipende dalla massa della stella iniziale a cui va sottratta la massa dispersa nel resto di supernova e dall'energia emessa sotto forma di onde elettromagnetiche e gravitazionali: oltre 1,44 masse solari si ha la formazione di una stella di neutroni (che a dispetto del suo nome è considerata dagli astronomi un cadavere stellare in quanto non ha più reazioni termonucleari né al suo interno né sulla sua superficie), al di sopra di alcune masse solari si ha la formazione di un buco nero.

## Nove storiche
- CK Vulpeculae, apparsa il 20 giugno 1670 nella Volpetta
- GK Persei, apparsa il 23 febbraio 1901 nel Perseo
- V603 Aquilae, apparsa l'8 giugno 1918 nell'Aquila[4]
- V1500 Cygni, apparsa il 29 agosto 1975 nel Cigno
- V339 Delphini, apparsa il 14 agosto 2013 nel Delfino
- V392 Persei, apparsa il 29 aprile 2018 nel Perseo

## Lista Nove galattiche
Ogni anno vengono scoperte varie nove nella nostra Galassia, il Central Bureau for Astronomical Telegrams (CBAT) tiene un elenco aggiornato di esse: il CBAT da alcuni anni tiene anche un elenco delle nove che sono scoperte nella Galassia di Andromeda.